# Aufheim (Senden)

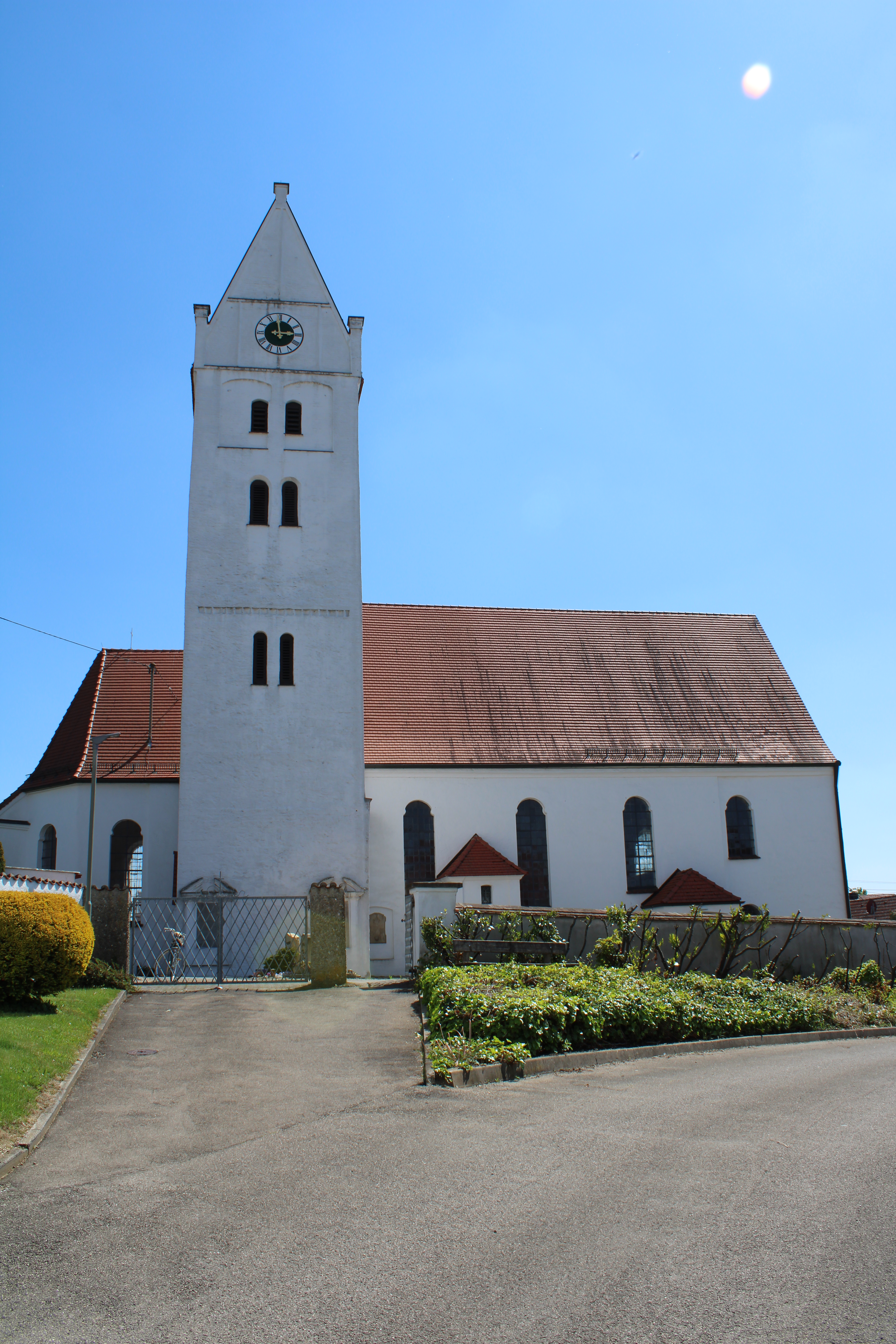
Katholische Pfarrkirche St. Johannes Baptist (2020)

 Aufheim  ist ein Stadtteil der Stadt Senden im schwäbischen Landkreis Neu-Ulm in Bayern.

## Geographie
Das Pfarrdorf liegt nördlich direkt anschließend an den Hauptort Senden. Am südlichen Ortsrand verläuft die B 28 und östlich die A 7 mit dem Autobahndreieck Hittistetten. Westlich fließt der Landgraben, ein linker Zufluss der Leibi.

## Bauwerke
In der Liste der Baudenkmäler in Senden (Bayern) sind für Aufheim vier Baudenkmäler aufgeführt, darunter:
- Die katholische Pfarrkirche St. Johannes Baptista, ein Saalbau mit eingezogenem Polygonalchor und Satteldachturm, ist im Kern romanisch. Der Turmunterbau mit kreuzgratgewölbtem ehemaligem Chor stammt aus der Zeit um 1230/50. Der Neubau von Chor und Kirchenschiff mit Turmerhöhung erfolgte Ende des 15. Jahrhunderts.
- Das Anfang des 18. Jahrhunderts errichtete katholische Pfarrhaus (Unterdorf 9) ist ein zweigeschossiger Satteldachbau mit profiliertem Giebel und Traufgesims.